# Вирджинальная книга Фицуильяма
Вирджина́льная книга Фицуи́льяма (англ. Fitzwilliam Virginal Book) — сборник клавирной (преимущественно вирджинальной) английской музыки елизаветинского и якобинского периодов, один из главных источников инструментальной английской музыки позднего Ренессанса и раннего барокко. Составлен не позже 1625 г. Хранится в Музее Фицуильяма в Кембридже.

## Описание рукописи
Рукопись содержит 297 инструментальных пьес, написанных между 1562 и 1612 годами, преимущественно английскими композиторами. Наиболее известные авторы: Джон Булл, Уильям Бёрд, Орландо Гиббонс, Жиль Фарнеби, Мартин Пирсон, Питер Филипс (собственные пьесы и обработки итальянских композиторов, в том числе О. Лассо, Л. Маренцио, Дж. Каччини, А. Стриджо), Томас Морли, Томас Томкинс. Среди иностранных авторов, представленных в сборнике, наиболее известный — Я. П. Свелинк. 44 пьесы анонимны. Название сборника (имплицирующее привязку репертуара именно к вирджиналу) условно. В современной практике аутентичного исполнительства пьесы из Вирджинальной книги Фицуильяма звучат не только на вирджинале, но и на обычном клавесине, клавикорде, спинете, позитиве (и других органах), в переложении для (инструментального) консорта.
В Вирджинальной книге Фицуильяма представлены все распространённые в то время жанры камерной инструментальной музыки — ария, вариации, фантазия, токката, павана, гальярда, аллеманда, куранта, жига, граунд, In nomine и др. Многие пьесы снабжены характеристическими, иногда шутливыми, заголовками, ссылающимися на персон, на исторические и культурные реалии того времени. Без знания историко-культурного контекста такие заголовки, как, например, «Put Up Thy Dagger, Jemy», «The New Sa-Hoo», «Quodlings Delight» Ж.Фарнеби, «Quadran Pavan» Дж. Булла, «Nobody’s Gigge» (Ричарда Фарнеби), анонимные «Pakington’s Pownde» и «The Irishe Dumpe», «The Ghost» и «The Earle of Oxford’s Marche» У. Бёрда, «Worster Braules» и «Barafostus' Dream» Томаса Томкинса, непосредственно не понятны.
Полное оглавление Вирджинальной книги Фицуильяма см. в английской Википедии и во французской Википедии (с ценными комментариями к отдельным пьесам).

## Современные издания
- J.A. Fuller Maitland and W. Barclay Squire, ed., The Fitzwilliam Virginal Book. 2 vols., Leipzig 1899; repub. New York 1963; rev. edn, 1979.

## Избранная дискография
- Christopher Hogwood, Fitzwilliam Virginal Book (1981) L’Oiseau-Lyre — D261D2 (2 LP) (подборка из 39 пьес)
- Ton Koopman, Fitzwilliam Virginal Book (1986) Capriccio 10 211 (подборка из 12 пьес)
- Zsuzsa Pertis, Fitzwilliam Virginal Book (1988) Hungaroton «White Label» HRC 079 (подборка из 10 пьес)
- Gustav Leonhardt, Fantasias, Pavans & Galliards. Music by Bull, Byrd and Gibbons (1993) Philips 438 153-2
- Martin Souter, Fitzwilliam Virginal Book (2006) Classical Communications Ltd. CCL CD229 (подборка из 23 пьес)
- Davitt Moroney, The complete keyboard music of William Byrd. 7 CD (2010)